# Jules Bonvalet
Jules Bonvalet (n. 18 iunie 1888, Saint-Jean-Geest⁠(d), Valonia, Belgia) a fost un sportiv ce a reprezentat Belgia, medaliat olimpic. A participat la două ediții ale Jocurilor Olimpice (1920, 1924) în care a câștigat o medalie de bronz.